# De Nationale Opera

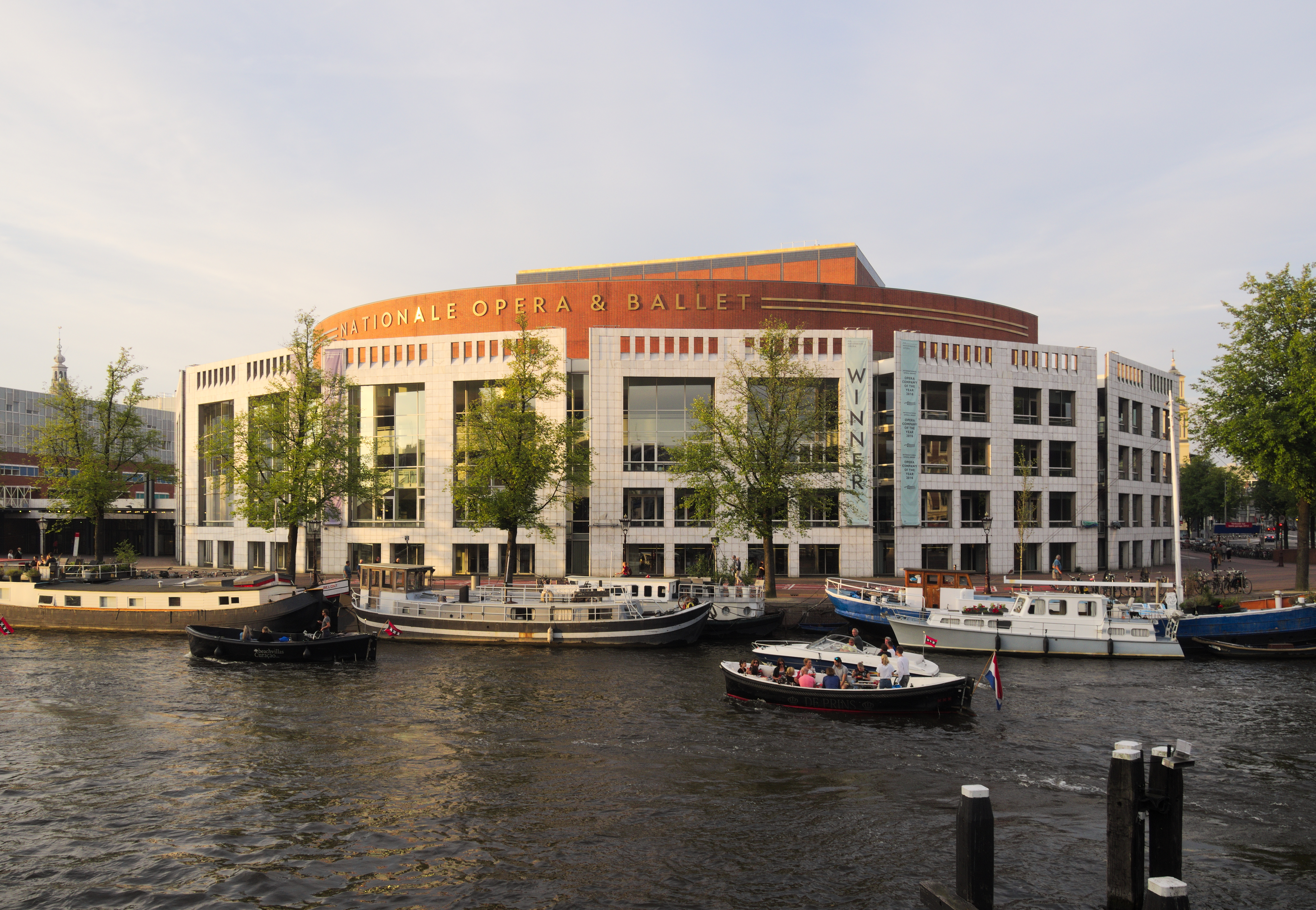
Das Gebäude der De Nationale Opera, Außenansicht, 2016

De Nationale Opera, bis 2013: De Nederlandse Opera (niederländisch für Niederländische Oper), kurz: DNO, ist eine niederländische Opernkompagnie mit Sitz in Amsterdam.

## Geschichte

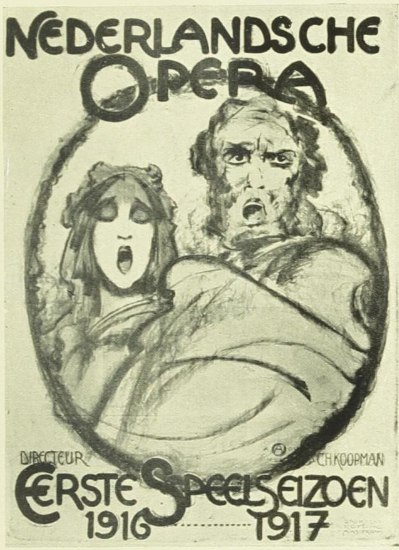
Vorgänger: Nederlandsche Opera (1916)

De Nederlandse Opera wurde kurz nach Ende des Zweiten Weltkriegs als Repertoirebetrieb mit festem Ensemble gegründet. Die Kompagnie hatte damals ihren Hauptsitz in der Stadsschouwburg Amsterdam, einem Theater des Fin de siècle am Leidseplein in Amsterdam, zeigte seine Produktionen aber auch regelmäßig in Den Haag, Rotterdam, Utrecht und anderen niederländischen Städten.
1964 erfolgte die Umstellung auf das Stagionesystem und die Umbenennung in De Nederlandse Operastichting (deutsch: Niederländische Opernstiftung). Seither wird für jede Produktion ein eigenes Sängerensemble aus Gästen zusammengestellt.
Seit 1986 befindet sich der Hauptspielort der DNO im Muziektheater, einem modernen Bau des Architekten Cees Dam. Von da an hieß die Kompagnie De Nederlandse Opera. Im Neubau fanden auch regelmäßig Aufführungen des Het Nationale Ballet, des Niederländischen Nationalballetts, und des Gastprogrammering Het Muziektheater statt.
2013 fusionierten De Nederlandse Opera, Het Nationale Ballet und Het Muziektheater zur gemeinsamen Institution Nationale Opera en Ballet. Auch das Muziektheater-Gebäude wurde so umbenannt. Die Namensänderungen, auch die von De Nederlandse Opera zu De Nationale Opera, wurden 2014 vollzogen.

## Gegenwart
Die DNO verfügt über einen eigenen Chor mit rund sechzig Sängern sowie über eine fest angestellte technische Crew, Dramaturgie und Direktion. Da die Kompagnie kein eigenes Orchester besitzt, wird für jede Opernproduktion eines der zahlreichen niederländischen Orchester verpflichtet, darunter das Königliche Concertgebouw-Orchester, das Nederlands Philharmonisch Orkest (NPO) und das Nederlands Kamerorkest (NKO).
Die DNO erarbeitet alljährlich elf Opernproduktionen, die Aufführungen sind im Regelfall ausverkauft. Neben dem Muziektheater bespielt das DNO auch fallweise die Stadsschouwburg, das Koninklijk Theater Carré und das Industriegebäude Westergasfabriek. Seit mehreren Jahren wird alljährlich im Juni eine Opern-Produktion gemeinsam mit dem Holland Festival und dem Concertgebouw-Orchester erstellt. Das DNO koproduziert mit einigen Opernhäusern und Festivals, wie der Metropolitan Opera, der Brooklyn Academy of Music und dem Lincoln Center Festival in New York City, den Salzburger Festspielen und dem Adelaide Festival in Australien.
Künstlerischer Leiter der DNO war von 1988 bis 2018 der Regisseur Pierre Audi, seit 2018 ist Sophie de Lint in diesem Amt tätig. Kaufmännische Direktorin war ab 1987 Truze Lodder. Deren Nachfolgerin wurde 2012 Els van der Plas, die dann als Generaldirektorin der fusionierten Institution Nationale Opera en Ballet bis 2020 amtierte. Im Februar 2021 übernahm Stijn Schoonderwoerd diese Position.
Die Neuaufführung von Nikolai Rimski-Korsakows Die Legende von der unsichtbaren Stadt Kitesch und von der Jungfrau Fewronija an der Nederlandse Opera erhielt 2013 den International Opera Award in der Kategorie Neuinszenierungen. 2016 erhielt das Opernhaus einen weiteren International Opera Award. Zudem wurde die DNO im Januar 2024 mit dem von der Fachzeitschrift Oper! verliehenen Oper! Award als Bestes Opernhaus ausgezeichnet.

## Chefdirigenten
Ab 1976:
- Hans Vonk (1976–1985)
- Hartmut Haenchen (1986–1999)
- Edo de Waart (1999–2004)
- Ingo Metzmacher (2005–2008)
- Marc Albrecht (2011–2021)
- Lorenzo Viotti (seit 2021)